# Pallosjog
A pallosjog (más néven szabad ispánság, latinul: jus gladii, németül: Blutbann) az uralkodótól nyert, ám tőle függetlenül gyakorolható bírói hatalom volt halálbüntetés kiszabására és foganatosítására. Magyarországon ezzel a hatalommal egykor földesurakat, vármegyéket, illetve városokat lehetett felruházni.

## A római jogban
A római jog a pallosjoggal felruházott hatóságot imperium merumnak („puszta joghatóság”) nevezte.

## Története Magyarországon
Eredetileg a vármegyék birtokolták, majd egyes földesurak kiváltságként kapták, később a szabad királyi városok is (például Miskolc városa 1395-ben Zsigmondtól, Pozsony városa 1468-ban I. Mátyástól szerezte meg a pallosjogát). A földesúri hatóság a régi magyar jogban a főpapokat, egyházi testületeket (káptalanokat) és az előkelő nemeseket illette meg uradalmaik szolganépe felett (például az előkelő és tehetős Hédervári család 1348-ban szerezte meg a pallosjogot I. Lajos magyar királytól, azonban egyszerű köznemesi családok is részesülhettek, például a Zala vármegyei csébi Pogány család, amely 1458-ban, valamint a szarvaskendi Sibrik család is, amely 1520-ban kapta meg).
Eredete a földesúri mentességet (immunitas, exemptio) biztosító kiváltságokra megy vissza, melyeket az Árpád-házi királyok adományoztak egyházi, majd világi előkelőknek, akinek uradalmaiban a királyi és vármegyei hatóságok bírói cselekményeket nem végezhettek. A pallosjoggal rendelkezőnek joga volt büntetőügyekben ítéletet mondani és a bűntettet halálbüntetéssel is megtorolni, mely a nemeseknél lefejezést, a nem nemeseknél akasztást jelentett.
A legsúlyosabb bűntettek, lopás, rablás, gyilkosság, gyújtogatás esetén a 13. századig a király nevében eljáró ispán, később a vármegyei törvényszék hozhatott halálos ítéletet. A földesurak és a városok ezt csak akkor tehették meg, ha kiváltságlevél formájában pallosjogot, más néven „szabad ispánságot” kaptak az uralkodótól és a birtokukon történt a bűncselekmény vagy ott fogták el a tettest. A „liber comes” csak a királynak, illetve a királyi bíráskodás fórumainak tartozott felelősséggel.
A földesúr a joghatóságot maga vagy tisztjei által gyakorolta, vagy a jobbágyközségeit feljogosította az igazságszolgáltatás gyakorlására saját maguk által választott bírák útján. Ezek azonban súlyosabb bűnügyekben nem ítélkezhettek. Az Anjou-korban már a nemesi szabadsággal járó általános kedvezmény volt a földesúri hatóság, de halálos ítéletet a földesúr csak akkor hozhatott, ha a király pallosjogot adományozott részére, amit például a szabad és örökös grófok kaptak. A földesúri bíróságot úriszéknek hívták és tőle a megyei törvényszékhez lehetett fellebbezni. Az úriszéket eltörlő 1848: IX. tc., a törvény előtti egyenlőség jegyében, a földesúri hatóságot és vele a pallosjogot is megszüntette.
A földesurak pallosjogát akasztófa jelezte a birtok határán; a szabad királyi városok pallosjogát különféle hóhérjelképekkel ellátott jelvények jelezték, mint pallost tartó kéz, pallossal ellátott címerpajzs. A hóhérpallost a bíróválasztás után a megválasztott előtt vitték az ünnepi menetben.
A pallosjog adományozása továbbra is folytatódott az évszázadok során. 1668-ban gróf galánthai Esterházy Farkas, személynök, királyi tanácsos, 1689-ben Festetich Pál dunáninneni főkapitány, 1762-ben gróf gyaraki Grassalkovich Antal, királyi tanácsos, Nógrád vármegye főispánja, főlovászmester, és rajtuk kívül számos nemes úr, szerezte meg.

## A német pallosjog
A középkori Németországban, különösen Vesztfáliában a feme-bíróságok (Veme, Fehme, Freigerichte, heimliche Gerichte, Stuhlgerichte) olyan intézmények voltak, melyek a császártól nyert pallosjog (Blutbann) alapján intézkedhettek főbenjáró bűncselekmények esetén. A rendes bíróságok nem győzték ellátni a feladatukat, ezért a polgárok zárt testületekbe tömörülve ítélkeztek büntetőügyekben. Tagjaikat beavatottaknak (Wissender, Scitus, Vemenotus, echter Freischöffe) nevezték, egymást titkos jelszavakról, jelekről ismerték fel. Az üléshely neve a Freistuhl, rendszerint egy halom vagy mindenki által könnyen elérhető nyilvános hely volt. A beavatottak szigorú titoktartásra voltak kötelezve, melynek megsértését kötél általi halállal büntették.